# Rockallia
Rockallia is een geslacht van kreeftachtigen uit de klasse van de Ostracoda (mosselkreeftjes).

## Soort
- Rockallia enigmatica Whatley, Frame & Whittaker, 1978

## Synoniem
- Arcacythere enigmatica (Whatley, Frame & Whittaker, 1978) Ayress, 1991 †